# Departamento Baja Verapaz
Baja Verapaz ist ein Departamento Guatemalas und bildet zusammen mit Alta Verapaz die Region II in der Mitte und im Norden des Landes. Das Departamento erstreckt sich auf 3.124 Quadratkilometern und hat etwa 307.200 Einwohner. Die Hauptstadt von Baja Verapaz ist Salamá.
Baja Verapaz grenzt im Norden an Alta Verapaz, im Westen an El Quiché, im Süden an das Departamento Guatemala und im Südosten an El Progreso.

## Landesnatur
Baja Verapaz liegt in einer geographischen und klimatischen Übergangszone zwischen dem kühlen Hochland im Südwesten Guatemalas und dem feuchtwarmen Tiefland im Osten und Norden. Ganz im Westen hat Baja Verapaz noch Anteil an der Sierra Madre de Chiapas. Die östlichen Ausläufer setzen sich in der Sierra de Chuacús fort, die das Departamento in West-Ost-Richtung durchquert und dann in die Sierra de las Minas übergeht. Nördlich der Sierra de Chuacús wird das Land von zahlreichen Flüssen entwässert, die in den Chixoy-Stausee münden. Im Süden münden etliche kleinere Flüsse in den Río Motagua. In der Mitte des Departamentos befindet sich eine ausgedehnte, trockene Tallandschaft. Der Norden und Osten ist feuchter und grüner. Hier sind noch größere zusammenhängende Wolken- und Nebelwälder erhalten. Die durchschnittliche jährliche Niederschlagsmenge liegt bei 750 mm, die Tagestemperaturen bewegen sich in der Regel zwischen 17 und 27 Grand Celsius, in einigen trockeneren Gegenden können sie auch bis auf 38 Grad ansteigen. Was Flora und Fauna betrifft, haben der Quetzal und die Orchidee Monja blanca (Lycaste skinneri), zwei Nationalsymbole Guatemalas, besondere Bedeutung.

## Bevölkerung
Der Anteil der Maya an der Gesamtbevölkerung liegt bei etwa 57 Prozent. Die Achí konzentrieren sich im Westen von Baja Verapaz, im Süden gibt es einige Cakchiquel-Gemeinschaften, ansonsten überwiegen auf dem Land die Pocomchí, in den Städten und größeren Ortschaften die als „Ladinos“ bezeichneten Mestizen. Die insgesamt etwa 250.000 Einwohner des Departamentos Alta Verapaz leben in acht Municipios (Großgemeinden oder auch Landkreise):
| Cubulco      | Santa Cruz El Chol |
| Granados     | Purulhá            |
| Rabinal      | Salamá             |
| San Jerónimo | San Miguel Chicaj  |

Dem Departamento als staatlichem Verwaltungsbezirk steht ein von der Zentralregierung entsandter Gouverneur vor. Die Municipios sind eigenständige Gebietskörperschaften mit gewählten Bürgermeistern und Volksvertretungen und untergliedern sich in Aldeas und Pueblos (Dörfer) sowie in Caseríos, Parajes, Fincas, Rancherías (Weiler und Höfe).

## Wirtschaft und Verkehr
Traditionell wichtigste Wirtschaftszweige sind die Landwirtschaft (Zuckerrohr, Getreide, Mais, Gemüse) und das Handwerk (Textilien, Keramik, Korbwaren). Das im Norden des Departamentos gelegene Wasserkraftwerk Chixoy deckt über die Hälfte des nationalen Energiebedarfs, sofern der Wasserstand es zulässt. Vom Touristenstrom nach Alta Verapaz profitiert Baja Verapaz entlang der gut ausgebauten Fernstraße CA 14, die das Departamento über El Rancho und die CA 8 mit Guatemala-Stadt verbindet.

## Sehenswürdigkeiten
An der Fernstraße nach Alta Verapaz liegt südlich von Purulhá das Naturschutzgebiet „Biotopo Mario Dary Rivera (Biotopo del Quetzal)“, das eingerichtet wurde, um die einheimische Flora und Fauna, besonders den Quetzal, zu schützen. Südöstlich des Quetzal-Biotops befinden sich die Wasserfälle von Chilascó.

## Geschichte
Während der „klassischen Epoche“ wurde das heutige Baja Verapaz von Pocom-Maya beherrscht. Die sich nach Süden und Osten ausbreitenden Quiché unterwarfen später die Pocom, die entweder auswanderten oder sich mit den Quiché vermischten. Auf diese Weise entstanden die Pocomam und die Pocomchí. Eine gewisse Eigenständigkeit hatten sich die kriegerischen Achí bewahrt.
Vor allem an den Achí scheiterte der Versuch der Spanier, die Region mit militärischen Mitteln zu erobern. Deswegen wurde sie bald Tezulutlán genannt (auch Tucurutlán, Tuzulutrán oder Tesulutlán) was in etwa „Kriegsgebiet“ bedeutet. Erst ab 1537 gelang es dem Dominikaner Bartolomé de Las Casas mit einigen Ordensbrüdern, die dort ansässigen Indianer friedlich zu christianisieren und somit zu beherrschen. Schon bald änderte sich der Name der Region, zu der seinerzeit auch Petén, Belize und Teile Izabals gehörten, in Verapaz, also „wahrer Frieden“. Auch während der langen Kolonialzeit prägten die Dominikaner die Region in sozialer und wirtschaftlicher Hinsicht mit.
Die Republik Guatemala richtete 1825 das Departamento Verapaz ein, dessen Verwaltungssitz sich zunächst in Cobán, ab 1833 dann in Salamá befand. Am 4. Mai 1877 erfolgte die definitive Teilung in die beiden Departamentos Alta Verapaz und Baja Verapaz. Die zu dieser Zeit beginnende Zuwanderung von Deutschen nach Alta Verapaz bewirkte auch in Baja Verapaz einen gewissen ökonomischen Modernisierungsschub, eine Eingliederung in die neokoloniale Wirtschaftsstruktur des Nachbar-Departamentos fand jedoch nicht statt.
Schwer zu leiden hatte Baja Verapaz in dem von 1960 bis 1996 tobenden guatemaltekischen Bürgerkrieg. Anfang Juli 1982 wurde während Efraín Ríos Montts Amtszeit der Ort Plan de Sánchez bombardiert und am 18. Juli 1982 beging das Militär dort ein Massaker an der lokalen indigenen Bevölkerung. Etwa 268 Personen, meist indigene Achí, wurden hingerichtet und Frauen vergewaltigt.